# Emagram
Emagram ili kosi emagram je pravi termodinamički dijagram, koji se često koristi u praksi, na čijoj horizontalnoj osi (apscisi) je temperatura, a na vertikalnoj osi (ordinati) negativni logaritam tlaka. Koordinate osi zatvaraju kut od približno 135 º, kako bi kut između izotermi i suhih adijabata bio što veći. 
Termodinamički dijagram prikazuje vrijednosti tlaka, temperature, omjera miješanja ili njihovih funkcija poput jednadžbe stanja, Clausiusovu jednadžbu stanja realnog plina, prvog stavka termodinamike za adijabatske procese. Termodinamičkih dijagrama ima više (npr. emagram, tefigram, Stüvegram itd.). Međusobno se razlikuju se po izboru koordinatnih osi, ali se svaki može dobiti matematičkim transformacijama iz drugih termodinamičkih dijagrama. Svi ti dijagrami uvijek sadrže izobare, izoterme, izolinije maksimalnog omjera miješanja te suhe i mokre adijabate. Reverzibilan proces u termodinamičkom dijagramu prikazan je zatvorenom krivuljom. Ako je površina koju takva krivulja zatvara na bilo kojem dijelu dijagrama proporcionalna radu koji termodinamički sustav učini pri procesu, onda se takav dijagram zove pravi termodinamički dijagram.  
Emagram je termodinamički dijagram koji pokazuje stopu opadanja temperature u troposferi, suhu i vlažnu adijabatsku stopu opadanja temperature.
Prvi emagram je izradio Heinrich Hertz 1884. Koristi se uglavnom u Europi. Druge države koriste slične termodinamičke dijagrame za istu primjenu, a samo se detalji razlikuju.